# Naknada štete
Odgovornost za prouzrokovanu štetu svodi se na obavezu naknade. Naknada je zapravo smisao sankcije za prouzrokovanu štetu (šteta je zlo koje treba popraviti naknadom). Naknada štete nije kazna što se vidi i u određivanju njene visine koja je proporcionalna šteti (ni manje ni više)- pravilo o potpunoj ili integralnoj naknadi štete. Razlikuje se naknadu imovinske i naknadu moralne štete. Da bi opravdao nagradu, podnosilac zahteva mora pokazati da je povreda dužnosti prouzrokovala predvidivi gubitak. Da bi bio priznat po zakonu, gubitak mora uključivati štetu na imovini ili psihičku ili fizičku povredu; čisti ekonomski gubitak se retko priznaje za dodelu štete.
Kompenzatorske štete se dalje kategorišu u posebne štete, koje su ekonomski gubici kao što su gubitak zarade, materijalna šteta i medicinski troškovi, i opšte štete, koje su neekonomske štete kao što su bol i patnja i emocionalni stres. Umesto da bude kompenzaciona, po opštem pravu šteta može biti nominalna, ili primerna.

## Naknada imovinske štete
Sud će uzimajući u obzir i okolnosti koje su nastupile poslije uzrokovanja štete dosuditi
naknadu u iznosu koji je potreban da se oštećenikova materijalna situacija dovede u ono stanje
u kojem bi se nalazila da nije bilo štetne radnje ili propuštanja.
Popravljanje imovinske štete se vrši na dva načina: 
- uspostavljanjem ranijeg stanja
- naknadom u novcu

Pravilo je da se uspostavlja ranije stanje, a ukoliko se uspostavljanjem ranijeg stanja ne 
uklanja šteta potpuno onda se razlika naknađuje u novcu. Pravilo je dispozitivnog karaktera jer se smatra, u našem pravu, da to odgovara oštećenom licu. U čl.185 ZOO koji reguliše ovo pitanje u stavu 4. ostavljena je mogućnost da oštećeni zahtjeva da mu se šteta naknadi u novcu, izuzev ako okolnosti datog slučaja opravdavaju uspostavljanje ranijeg stanja. Sledeće pravilo je da naknada mora obuhvatiti svu štetu bez obzira na stepen krivice (nepažnja, gruba nepažnja, namjera).
Iznos naknade, u našem pravu, odmjerava sud prema visini štete. Odstupanje na više: kad je stvar uništena ili oštećena krivičnim djelom izvršenim sa umišljajem sud može odrediti visinu naknade prema vrijednosti koju je stvar imala za oštećenika. Odstupanje na niže imamo u dva slučaja predviđena u čl.191.ZOO:
1. Sud će sniziti naknadu, vodeći računa o imovnom stanju oštećenika, ako su kumulativno ispunjeni sledeći uslovi: da šteta nije prouzrokovana ni namjerno ni grubom nepažnjom i da je štetnik slabog imovnog stanja te bi ga isplata potpune naknade dovela u oskudicu.
2. Ako je štetnik prouzrokovao štetu radeći nešto u korist oštećenika, vodeći računa o brižljivosti koju štetnik ispoljava u svojim poslovima i pod uslovom da je nije izazvao ni namjerno ni grubom nepažnjom.

## Posebno o naknadi materijalne štete u slučaju smrti i oštećenja zdravlja
IMOVINSKA NAKNADA može postojati i u slučaju oštećenja zdravlja , tjelesne povrede i smrti. 
U slučaju smrti javljaju se četiri vrste troškova: troškovi sahrane (pomen, spomenik...); troškovi liječenja i dr troškovi; izgubljena zarada u razdoblju od povrede do smrti; naknada štete koju lice, koje je poginuli izdržavao ili redovno pomagao ili je po zakonu imao pravo zahtjevati izdržavanje od poginulog, trpi gubitkom izdržavanja ili pomaganja (čl.193.,194.). 
U slučaju tjelesne povrede ili oštećenja zdravlja: a)naknada za troškove liječenja; b)naknada za izgubljenu zaradu za vrijeme liječenja; c)ako povređeni, zbog posljedica povrede, zbog potpune ili djelimične nesposobnosti za rad gubi zaradu u budućnosti ili su mu potrebe trajno povećane ili su mogućnosti njegovog daljeg razvijanja i napredovanja uništene ili smanjene, odgovorno lice je dužno plaćati novčanu rentu kao naknadu za tu štetu.
Izgubljena zarada i troškovi liječenja i sahrane (ZOO 193)
(1) Ko uzrokuje nečiju smrt dužan je nadoknaditi uobičajene troškove njegove sahrane.
(2) On je dužan nadoknaditi i troškove njegovog liječenja od zadobijenih povreda i druge
potrebne troškove u vezi s liječenjem, te zaradu izgubljenu zbog nesposobnosti za rad.
Pravo lica koje je poginuli izdržavao (ZOO 194)
(1) Lice koje je poginuli izdržavao ili redovno pomagao, a i ono koje je po zakonu imalo pravo
zahtijevati izdržavanje od poginulog, ima pravo na naknadu štete koju trpi gubitkom
izdržavanja odnosno pomaganja.
(2) Ova se šteta nadoknađuje plaćanjem novčane rente čiji se iznos odmjerava s obzirom na sve
okolnosti slučaja, a koji ne može biti veći od onoga što bi oštećenik dobivao od poginulog
da je ostao u životu.
Naknada štete u slučaju tjelesne povrede ili narušenja zdravlja (ZOO 195)
(1) Ko drugome nanese tjelesnu povredu ili mu naruši zdravlje dužan je nadoknaditi mu
troškove oko liječenja i druge potrebne troškove s tim u vezi, a i zaradu izgubljenu zbog
nesposobnosti za rad za vrijeme liječenja.
(2) Ako povrijeđeni zbog potpune ili djelimične nesposobnosti za rad gubi zaradu, ili su mu
potrebe trajno povećane, ili su mogućnosti njegovog daljnjeg razvijanja i napredovanja
uništene ili umanjene, odgovorno lice dužno je plaćati povrijeđenom određenu novčanu
rentu, kao naknadu za štetu.
Izmjena dosuđene naknade (ZOO 196)
Sud može na zahtjev oštećenika za ubuduće povećati rentu, a može je na zahtjev štetnika
smanjiti ili ukinuti ako se znatnije promijene okolnosti koje je sud imao na umu pri donošenju
ranije odluke.
Neprenosivost prava (ZOO 197)
(1) Pravo na naknadu štete u obliku novčane rente uslijed smrti bliske lica ili usljed povrede
tijela ili narušenja zdravlja ne može se prenijeti drugom licu.
(2) Dospjeli iznosi naknade mogu se prenijeti drugome ako je visina naknade određena
pismenim sporazumom strana ili pravosnažnom sudskom odlukom.

## Posebno o naknadi materijalne štete u slučaju povrede časti i širenja neistinitih navoda
Opšta odredba (ZOO 198)
(1) Ko drugom povrijedi čast, a i ko iznosi ili prenosi neistinite navode o prošlosti, o znanju, o sposobnosti, drugog lica, ili o čemu drugome, a zna ili bi morao znati da su neistiniti, i time
mu uzrokuje materijalnu štetu, dužan je nadoknaditi je.
(2) Ne odgovara međutim za uzrokovanu štetu onaj ko učini neistinito saopštenje o drugome ne
znajući da je ono neistinito, ako je on ili onaj kome je saopštenje učinio imao u tome
ozbiljnog interesa.

## Naknada moralne štete
To je povreda nekog ličnog dobra koje nije imovinske prirode (čast, ugled fizički i duševni bol, strah...) Ovde naknada nije u pravom smislu popravljanje štete, u pitanju je zadovoljština (satisfakcija).
Vrste naknade su:
- uspostavljanje prethodnog stanja (Nenovčani oblik naknade (ZOO 199)

U slučaju povrede prava ličnosti sud može narediti, na trošak štetnika, objavljivanje presude
odnosno ispravke, ili narediti da štetnik povuče izjavu kojom je povreda učinjena, ili što drugo
čime se može ostvariti svrha koja se postiže naknadom.)
- novčana naknada (Novčana naknada (ZOO 200)

(1) Za pretrpljene fizičke bolove, za pretrpljene duševne bolove zbog smanjenja životne
aktivnosti, naruženosti, povrede ugleda, časti, slobode ili prava ličnosti, smrti bliskog lica te
za strah, sud će, ako nađe da okolnosti slučaja a naročito jačina bolova i straha i njihovo
trajanje to opravdavaju, dosuditi pravičnu novčanu naknadu, nezavisno od naknade
materijalne štete, kao i kad nje nema.
(2) Pri odlučivanju o zahtjevu za naknadu nematerijalne štete, kao i o visini njene naknade, sud
će voditi računa o značaju povrijeđenog dobra i cilju kome služi ta naknada, ali i o tome da
se njome ne pogoduje težnjama koje nisu spojive sa njenom prirodom i društvenom svrhom.)
Naknada imovinske i naknada moralne štete mogu ići paralelno.
Okolnosti koje su bitne za dosuđivanje naknade (sudski vještak daje mišljenje) su: jačina bolova ili straha; trajanje bolova ili straha; značaj povređenog dobra; cilj kome služi naknada;

## Druga lica koja imaju pravo na naknadu štete u slučaju smrti ili teškog invaliditeta
Novčana naknada drugim licima (ZOO 201 izmijenjen)
(1) U slučaju smrti nekog lica sud može dosuditi članovima njegove uže porodice (bračni drug,
djeca i roditelji) pravičnu novčanu naknadu za njihove duševne bolove.
(2) Takva se naknada može dosuditi i braći i sestrama ako je između njih i umrlog postojala
trajnija zajednica života.
(3) U slučaju naročito teške invalidnosti ili naročito teške naruženosti nekog lica sud može
dosuditi njegovom bračnom drugu, djeci i roditeljima pravičnu novčanu naknadu za njihove
duševne bolove.
(4) Naknada iz stavova 1 i 3 ovoga člana može se dosuditi i vanbračnom drugu ako je između
njega i umrlog odnosno povrijeđenog postojala trajnija zajednica života.

## Novčana naknada moralne štete u posebnim slučajevima
(ZOO 202)
Pravo na pravičnu novčanu naknadu zbog pretrpljenih duševnih bolova ima lice koje je
prevarom, prinudom ili zloupotrebom nekog odnosa potčinjenosti ili zavisnosti navedeno na
kažnjivu obljubu ili kažnjivu bludnu radnju, a i lice prema kojem je izvršeno neko drugo
krivično djelo protiv dostojanstva ličnosti i morala.

## Naknada buduće štete
(ZOO 203)
Sud će na zahtjev oštećenika dosuditi naknadu i za buduću nematerijalnu štetu, ako je po
redovnom toku izvjesno da će ona trajati i u budućnosti.

## Nasljeđivanje i ustupanje potraživanja naknade nematerijalne štete
(ZOO 204)
(1) Potraživanje naknade nematerijalne štete prelazi na nasljednika samo ako je priznato pravosnažnom odlukom ili pismenim sporazumom.
(2) Pod istim uslovima to potraživanje može biti predmet ustupanja, prebijanja i prinudnog
izvršenja.

## Podijeljena odgovornost
Podijeljena odgovornost (ZOO 192 dopunjen)
(1) Oštećenik koji je doprinio da šteta nastane ili da bude veća nego što bi inače bila ima pravo
samo na srazmjerno smanjenu naknadu.
(2) Na prethodni stav shodno se primjenjuje odredba o odgovornosti za zakonskog zastupnika i
pomoćnika.
(3) Kada je nemoguće utvrditi koji dio štete potiče od oštećenikove radnje, sud će dosuditi
naknadu vodeći računa o okolnostima slučaja.
(4) Štetnik i oštećeni snose teret dokazivanja za doprinos onog drugog u prouzrokovanju i za
uzročnost tog doprinosa za štetu i njenu visinu.
Član 251 Ustupanje zahtjeva na naknadu štete
Ko mora izvršiti naknadu štete zbog gubitka ili oštećenja stvari ili prava, obavezan je na tu
naknadu samo uz ustupanje zahtjeva koji pripadaju ovlašteniku naknade na osnovu vlasništva
na toj stvari ili na osnovu prava prema trećem.
Član 252 Prebijanje koristi sa štetom
(1) Ako je štetnim događajem za oštećenog nastala i neka imovinska korist, uračunaće se u
naknadu štete, ako to odgovara svrsi naknade i ako to ne bi bilo nepravično po oštećenog.

## Odgovornost više lica za istu štetu
Solidarna odgovornost (ZOO 206)
(1) Za štetu koju je više lica uzrokovalo zajedno svi sudionici odgovaraju solidarno.
(2) Podstrekač i pomagač te onaj koji je pomagao da se odgovorna lica ne otkriju odgovaraju
solidarno s njima.
(3) Solidarno odgovaraju za uzrokovanu štetu i lica koja su je uzrokovala radeći nezavisno
jedno od drugog, ako se ne mogu utvrditi njihovi udjeli u uzrokovanoj šteti.
(4) Kad je nesumnjivo da je štetu uzrokovalo neko od dva ili više određenih lica koja su na neki
način međusobno povezana, a ne može se utvrditi koje je od njih štetu prouzrokovalo, ta lica
odgovaraju solidarno.
Solidarna odgovornost naručioca i izvođača radova (ZOO 207)
Naručilac i izvođač radova na nekretnini solidarno odgovaraju trećem licu za štetu koja mu
nastane u vezi s izvođenjem tih radova.
Regres isplatioca (ZOO 208)
(1) Solidarni dužnik koji isplati više nego što iznosi njegov udio u šteti može tražiti od svakog
od ostalih dužnika da mu nadoknadi ono što je platio za njega.
(2) Koliko iznosi udio svakoga pojedinog dužnika sud određuje s obzirom na težinu njegove
krivice i težinu posljedica koje su proistekle iz njegovog djelovanja.
(3) Ako se udjeli dužnika ne mogu utvrditi, na svakog pada jednak dio, osim ako pravičnost
zahtijeva da se u konkretnom slučaju drugačije odluči.

## Zastarjelost
Opšti rok zastarjelosti je 10 godina*. Kod naknade štete imamo subjektivni (3 godine od saznanja za štetu) i objektivni rok (5 godina od nastanka štete)
- Za korisnike iz Federacije BiH, opšti rok zastarjelosti je 5 godina.

Nakon nastupanja zastarjelosti prava da zahtijeva naknadu štete, oštećenik može zahtijevati od
odgovornog lica, po pravilima koja važe u slučaju sticanja bez osnove, da mu ustupi ono što je dobio radnjom kojom je uzrokovana šteta.

## Literatura
- Nikolić, Đorđe. Obligaciono pravo, Priručnik za polaganje pravosudnog ispita. Beograd: Projuriš. ISBN 86-86105-13-0.
- Black, Stephen (2011). „A Capital Gains Anomaly: Commissioner v. Banks and the Proceeds from Lawsuits”. St. Mary's Law Journal. 43: 113. SSRN 1858776 .
- American Law Institute (2010). Restatement of the Law Third, Torts: Liability for Physical and Emotional Harm. St. Paul: American Law Institute Publishers. стр. 492—493. ISBN 9780314801340.
- Michael S. Moore, The Metaphysics of Causal Intervention, 88 calif l. rev. 827 (2000).
- Leon A. Green, The Rationale of Proximate Cause (1927).
- Bray, Samuel L. (2012). „Announcing Remedies”. Cornell Law Review. 97: 753. SSRN 1967184 .
- „Samuel L. Bray, Announcing Remedies, 97 Cornell Law Review 753 (2012)”..
- „Sheila B. Scheuerman, Due Process Forgotten: The Problem of Statutory Damages and Class Actions 74 Missouri Law Review 103 (2009)”.
- Capiscio, Mary V. (2002). Awards of Attorneys Fees by Federal Courts, Federal Agencies and Selected Foreign Findings. New York: Novinka Books. ISBN 1590332466.
- „12 Reasons to Love the Magnuson-Moss Warranty Act” (PDF). Journal of Texas Consumer Law. 11: 127. 2008.
- „Mark Hammervold and Hammervold PLC's Motion for Attorneys' Fees and Costs Due to Bad Faith by Diamond Doctor”. Приступљено 12. 6. 2019.[мртва веза]

## Spoljašnje veze
- Craies, William Feilden (1911). „Damages”.  (на језику: енглески) (11 изд.).
- „Federal Rules of Civil Procedure, Rule 54. Judgment; Costs”. Legal Information Institute. Cornell Law School. Приступљено 24. 9. 2017.